# Moleskine

Das markenrechtlich geschützte Moleskine in seiner heutigen Form.

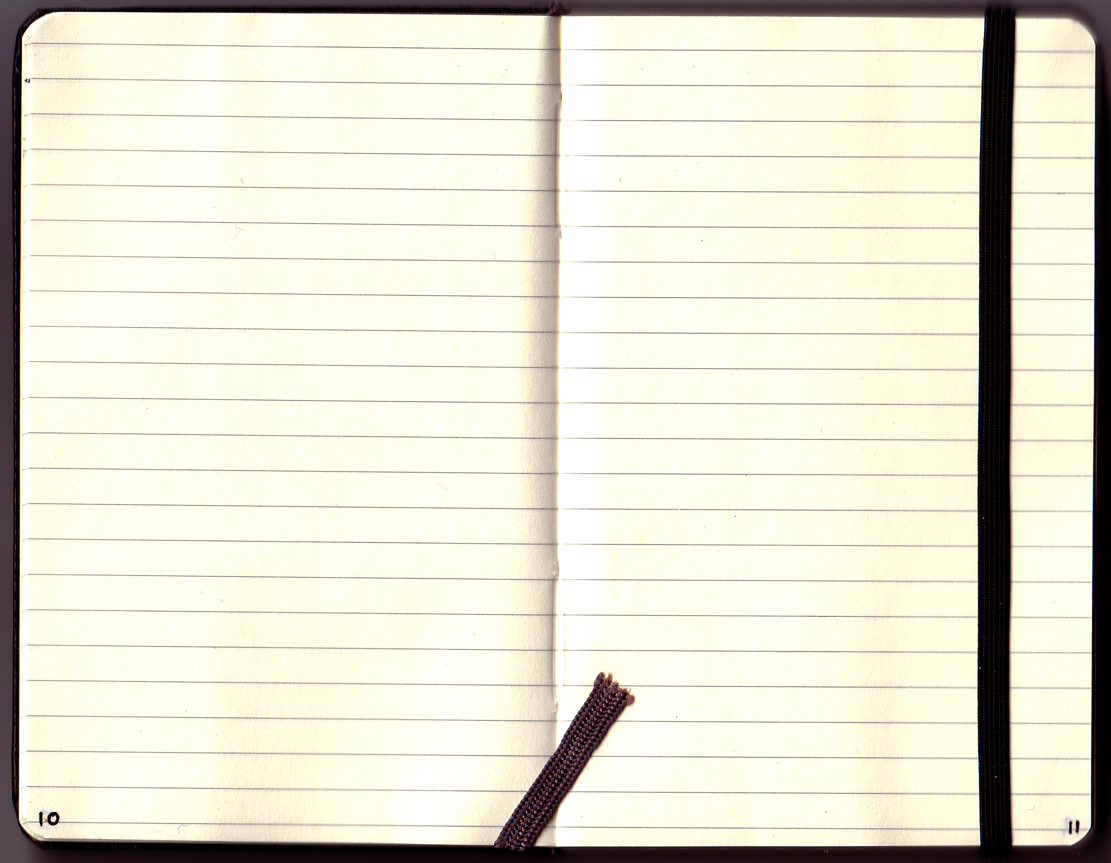
Innenseite

Moleskine ist eine Marke für Notizbücher, Kalender, Skizzenbücher und Folianten, die von Moleskine SpA hergestellt werden, einem italienischen Unternehmen mit Sitz in Mailand. Moleskine-Notizbücher sind typisch in beschichteten Karton gebunden, mit einem elastischen Gummiband, um das Buch geschlossen zu halten, einem genähten Buchrücken, der das flache Aufschlagen des Notizbuches ermöglicht, cremefarbenem Papier, abgerundeten Ecken, einem Leseband und einer Falttasche am Buchende, alles verpackt durch eine Papierbanderole. Seit 2011 werden auch andere Produkte, die mit Schreiben, Reisen und Lesen verbunden sind, produziert, wie zum Beispiel Taschen, Lesebrillen, Stifte, Bleistifte, kleine mobile Leselampen für Bücher, Etuis und Lesepulte.

## Geschichte
Notizbücher mit den gleichen Eigenschaften wie die heutigen Moleskine-Notizbücher waren beliebter Standard im Europa des 19. und 20. Jahrhunderts, handgefertigt von kleinen, französischen Buchbindereien, die die Pariser Papierwarengeschäfte belieferten. Wie von vielen Kunstsammlungen und Museen dokumentiert, wurden diese namenlosen Notizbücher im späten 19. Jahrhundert bis zum frühen 20. Jahrhundert von avantgardistischen Künstlern benutzt.
Das gegenwärtige Moleskine-Notizbuch wurde gezielt nach den Beschreibungen der Notizbücher entworfen, die Bruce Chatwin auf seinen Reisen benutzte. Der Name „Moleskine“ selbst ist ein Spitzname, den Chatwin in einem seiner berühmtesten Werke Traumpfade (1986) nutzte. In diesem Buch erzählt Chatwin die fiktive Geschichte von seinem ursprünglichen Anbieter der Notizbücher, einem Pariser Schreibwarenhändler, der ihn 1986 darüber informierte, dass der letzte Notizbuchhersteller – ein kleines Familienunternehmen in Tours – die Produktion in diesem Jahr nach dem Tod des Besitzers eingestellt hat. „Le vrai Moleskine n’est plus“ (dt. „Das wahre Moleskine gibt es nicht mehr“) sind die Worte, die Chatwin dem Besitzer des Papierwarengeschäfts in der Rue de l’Ancienne Comédie in den Mund legte. Das Wort „moleskine“ (auch „molesquine“, franz. Aussprache [mɔ.lɛs.kin]) ist die französische Variante des englischen „Moleskin“ (Maulwurfshaut, engl. Aussprache [ˈmoːlskɪn]), das einen beschichteten Baumwollstoff bezeichnet, der für Schulranzen, Tischtücher und auch als Bezugsmaterial für den Einband jener genannten Notizbücher benutzt wurde. Im deutschen Sprachgebrauch nannte man ähnliche gebundene Papeteriewaren „Wachstuchkladde“. Die seit 1997 produzierten Notizbücher der Marke Moleskine sind nicht mit einem solchen Stoff bezogen. Die italienischen Hersteller übernahmen die französische Schreibweise, die Aussprache ist bewusst unklar gelassen, auf Italienisch wird zum Teil das Ende-e mitgesprochen.
1997 ließ sich das Mailänder Unternehmen Modo&Modo SpA den Begriff Moleskine als Warenzeichen schützen und begann die Produktion von Moleskine-Notizbüchern mit einer Auflage von 5000 Stück. 1999 begann Modo&Modo SpA den Vertrieb außerhalb Italiens, in Europa und in den Vereinigten Staaten. Im Jahr 2004 erreichten Moleskine-Notizbücher Japan und von dort aus das restliche Asien. Hauptvertriebskanal sind Buchhandlungen und Designläden.
Gemäß einem Artikel in der International Herald Tribune konnte die kleine Belegschaft des Unternehmens im Jahr 2006 der Nachfrage nicht mehr gerecht werden. Im August 2006 kaufte der französischen Investmentfonds Société Générale Modo&Modo SpA und begann in die Expansion zu investieren. Der Name des Unternehmens wurde in „Moleskine Srl“ geändert. Moleskine ist seit Ende 2012 eine Aktiengesellschaft (SpA) und wurde am 3. April 2013 an der Mailänder Börse aufgenommen. Im September 2016 erwarb die belgische Investmentholding D'Ieteren erstmals eine Beteiligung von 41 % an Moleskine; dies wurde nach einem öffentlichen Übernahmeangebot Anfang 2017 auf 100 % aufgestockt.

## Moleskine-Herstellung
Moleskine-Produkte werden in Italien entworfen. Die meisten von ihnen werden in China gedruckt, zusammengefügt und genäht. Seit 2008 werden großformatige Volants, Cahiers, Folianten und Hard-Cover-Kollektionen in der Türkei hergestellt. Das Aquarellpapier wird von einem französischen, spezialisierten Hersteller geliefert.
Moleskine-Notizbücher werden aus chlorfreiem Papier hergestellt. Nur das Papier für die Foliantenkollektion trägt das Zertifikat des Forest Stewardship Council (FSC).

## Aussprachen
Moleskine hat keine offizielle Aussprache, da es sich um einen „Markennamen ohne spezifische nationale Identität handelt“. Die italienische Aussprache lautet [ˌmɔleˈskine].